# Percivalle Doria
Percivalle Doria (1195 circa – Arrone, 1264) è stato un condottiero, poeta e trovatore italiano noto soprattutto per le sue composizioni in lingua occitana e in volgare siciliano.
Vicario generale di Re Manfredi per la marca di Ancona e il ducato di Spoleto e poi per la Romagna, fu infatti poeta sia in lingua occitana (per lo più nella sua variante provenzale) sia in volgare siciliano. Componimenti attribuiti a Perceval Doria si conservano infatti in alcuni manoscritti provenzali; due canzoni contenute nei codici nella lirica italiana delle origini consentono invece di inserire Percivalle Doria tra i poeti della scuola siciliana, per la precisione tra i lirici che gravitarono attorno alla corte di Manfredi.

## Biografia
Molto probabilmente Percivalle faceva parte della ricca famiglia genovese dei Doria, anche se c'è chi sostiene che il cognome fosse originariamente D'Oria, cioè da Oria. Tra il 1228 e il 1243 assunse la carica di podestà in Avignone e, successivamente, Parma. Poi venne arruolato da re Manfredi, che nel 1255 lo nominò vicario generale di Ancona e Spoleto e nel 1258 della Romagna.
Intanto, i rapporti tra il figlio di Federico II e papa Urbano IV si inasprirono. Percivalle dovette così mettere a ferro e fuoco nel 1259 Spoleto e Camerino e cinque anni dopo, partito con un piccolo esercito di musulmani di Lucera e tedeschi, accorse in aiuto del suo re contro le milizie del papa, che stava preparando la discesa in Italia di Carlo I d'Angiò. In quest'ultima occasione, mentre passava il fiume Nera presso Arrone, morì annegato con il suo cavallo.

## Opere
Già prima di venire a contatto con Manfredi, Percivalle Doria scriveva canzoni in provenzale. Per quanto riguarda i testi in siciliano, rimangono solo  Amore m'ave priso  e Come lo giorno quando è al mattino , tramandati dal manoscritto Vaticano Latino 3793.